# Regeringen Hall I
Regeringen Hall I var Danmarks regering mellan 13 maj 1857 och 2 december 1859. 
Konseljpresident
- Carl Christian Hall

Utrikesminister
- Ove Wilhelm Michelsen till 10 juli 1858, då Carl Christian Hall tog över.

Finansminister
- Carl Christopher Georg Andræ, till 10 juli 1858, därefter Andreas Frederik Krieger till 6 maj 1859, då Carl Emil Fenger tog över.

Inrikesminister
- Andreas Frederik Krieger till 26 juli 1858, därefter Ivar Johan Unsgaard till 6 maj 1859, då Krieger åter blev inrikesminister.

Justitieminister
- Carl Frederik Simony

Kyrko- och undervisningsminister 
- Carl Christian Hall till 6 maj 1859, därefter Ditlev Gothard Monrad

Krigsminister
- Christian Carl Lundbye

Marinminister
- Ove Wilhelm Michelsen

Minister för monarkins gemensamma inre angelägenheter
- Ivar Johan Unsgaard

Minister över Slesvig
- Friedrich Hermann Wolfhagen

Minister över Holstein och Lauenborg
- Ivar Johan Unsgaard